# 정총
정총(鄭恦, 1358년 ~ 1397년)은 고려 말, 조선 초의 문신이다. 자는 만석(曼碩), 호는 복재(復齋) · 서원군(西原君), 시호는 문민(文愍)이다. 본관은 청주 정씨이다.

## 생애
1376년(우왕 2) 문과에 장원급제하여 19세로 춘추관검열이 되고 대간 응교 사예를 거쳐 대호군에 이르고 1389년(공양왕 1) 병조판서에 승진되었으며 1391년 이조판서를 거쳐 정당문학에 이르렀다. 당시 중국에 보낸 표전문(表箋文)은 대부분 그가 지었다. 조선개국 후 개국공신 1등에 서훈되고 첨서중추원사(簽書中樞院事)로서 서원군(西原君)에 봉하여졌다. 1394년(조선 태조 3) 정당문학이 되고, 다시 예문춘추관태학사가 되어 정도전(鄭道傳)과 같이 고려사를 편찬하고 그 서문을 썼다. 1395년 태조 이성계의 고명(誥命) 및 인신(印信)을 줄 것을 청하러 명나라에 사신으로 파견되었다가 때마침 명나라에 보낸 표전문이 불손하다 하여 명나라 황제에게 트집잡혀 대리위(大理衛)에 유배도중 죽었다. 글씨를 잘 쓰고 문집으로 복재유고가 있다 시호는 문민(文愍)이다.

## 관련 작품

### 드라마
- 《용의 눈물》(KBS, 1996년~1998년, 배우:허현호)

## 이력
- 1376년(우왕2) 장원급제
- 1385년 사예(司藝)
- 1391년(공양왕3) 이조판서,정당문학(政堂文學)
- 1392년 조선 초 개국공신(開國功臣) 1등
- 1395년(태조4) 《고려사(高麗史)》 편찬